# Julgamento de animais

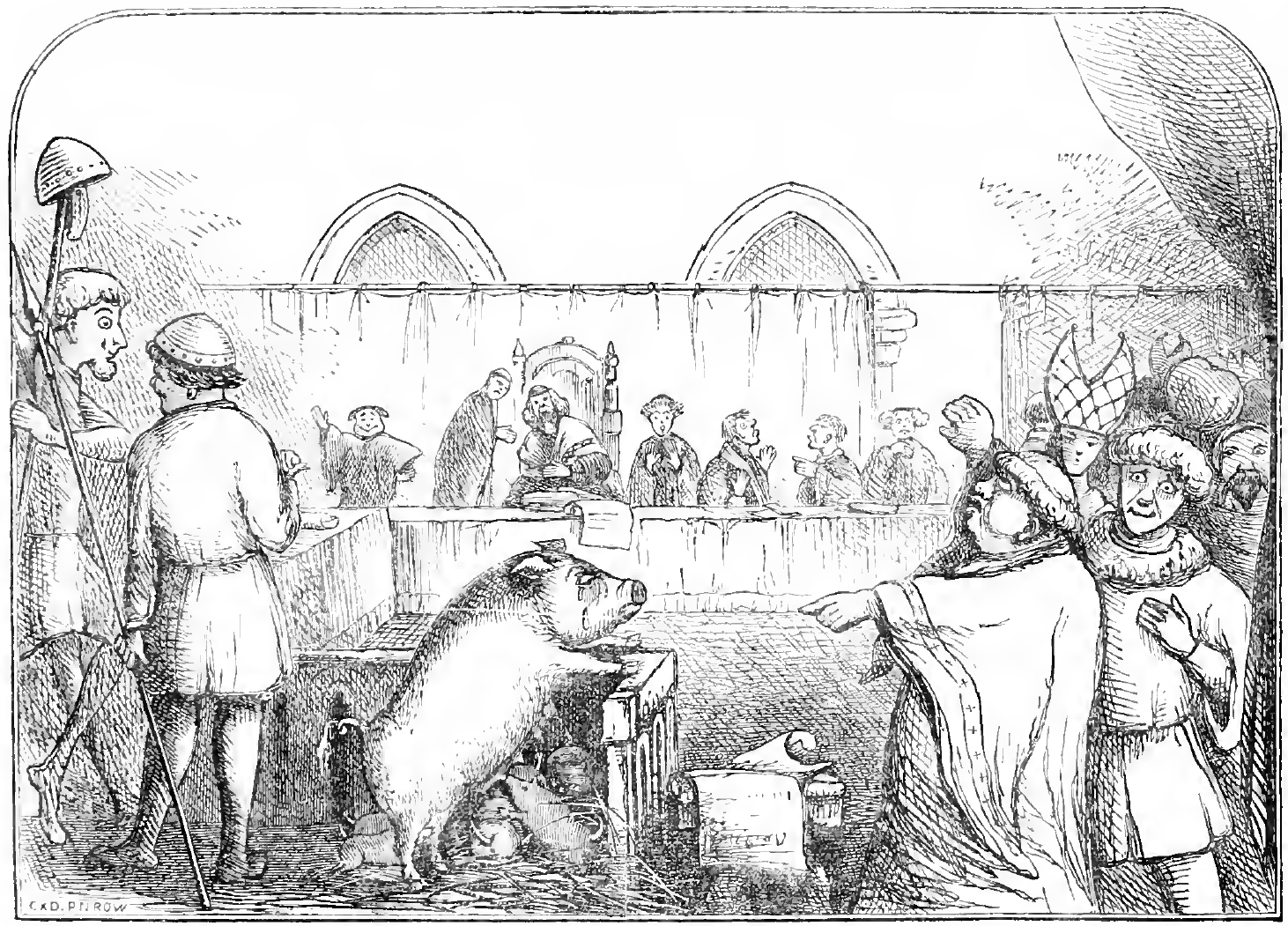
O julgamento de um porco do gênero feminino juntamente com seus leitões no livro The book of days: a miscellany of popular antiquities.

Julgamento de animais se refere à uma série de julgamentos com animais que aconteceram no período da Idade Média na Europa Feudal, onde os julgamentos normalmente aconteciam com animais domesticados. Sendo o caso mais famoso de julgamento de animais acontecido em 1386 na cidade italiana de Falaise, onde um porco do gênero feminino que cometeu infanticídio foi condenado à enforcamento em uma praça pública. Onde acredita-se que o julgamento de animais tenha tido origem nas crenças judaicas-cristãs, mais especificadamente no livro Êxodo, capítulo 21, versículo 28.
Onde nos julgamentos, os animais possuíam o direito de um advogado e o processo se assemelhava ao julgamentos de seres humanos.

## Na história
Existem apenas 191 registros dos julgamentos de animais na história, onde estes registros datam entre o século XV e XVII. Sendo o registro mais antigo datado do ano 824, quando toupeiras foram retiradas do Vale de Aosta. O registro mais atual é datado do ano 1906, quando um cachorro passou por um julgamento em Délémont na Suíça. Em certos casos, os animais obtinham clemência, podendo ser jugados por juízes eclesiásticos ou seculares. Onde a maioria dos crimes eram de homicídio, mas também podiam ser roubos. Entre os animais que passavam pelo julgamento, o mais comum era o porco, mas também foram registradas abelhas, touros, cavalos, ratos, lobos, gatos e cobras.
Acredita-se que os porcos eram os animais que passavam por julgamentos na história, pois conviviam livremente com os seres humanos e seu peso juntamente com o tamanho podiam aumentar a quantidade de crimes.